# Grupo Desportivo de Incomáti
O Grupo Desportivo de Incomáti, mais conhecido apenas por Incomáti ou Incomáti de Xinavane, é uma agremiação de futebol moçambicana baseada na vila de Xinavane, distrito de Manhiça, província de Maputo.
O clube disputa os seus encontros no Campo de Xinavane, que possui capacidade para 2500 pessoas. 

## Liga
- Moçambola: 2011, 2018
- Campeonato Nacional da Divisão de Honra 2017